# Elección presidencial de Albania de 2022
La elección presidencial de Albania de 2022 se llevó a cabo el 16 de mayo. Debido al fracaso de la primera ronda, dado que los partidos no lograron ponerse de acuerdo para elegir candidatos, hubo una segunda, tercera y cuarta vuelta; en esta última fue elegido Bajram Begaj como presidente del país. La constitución establece que una elección presidencial debe celebrarse no más de 60 días y no menos de 30 días antes de la expiración del mandato del presidente en ejercicio. Fueron las novenas elecciones presidenciales desde el derrumbe del régimen comunista en Albania.

## Sistema electoral
El presidente de Albania es elegido por votación secreta y sin debate en el Parlamento de Albania. Un candidato necesita recibir las tres quintas partes de los votos para ganar. Si en la primera vuelta no se alcanza la mayoría requerida, se realiza una segunda vuelta dentro de un plazo de siete días. Si aún no se alcanza la mayoría, se debe realizar una tercera vuelta dentro de un nuevo plazo de siete días. Si es necesario, se deben realizar otras dos vueltas dentro de los siete días, y la mayoría necesaria para ganar se reduce a una mayoría absoluta del 50% +1 voto. En la quinta ronda, solo se mantienen los dos mejores candidatos de la cuarta ronda. Si después de cinco rondas de votaciones ningún candidato ha obtenido la mayoría necesaria establecida para cada ronda de votaciones, el Parlamento se disolverá y las elecciones deberán celebrarse dentro de los cuarenta y cinco días siguientes.

## Candidatos

### Anunciados
- Bajram Begaj[5][6][7]

## Resultados
| Partido             | Partido             | Candidato           | 1.ª vuelta     | 1.ª vuelta     | 2.ª vuelta     | 2.ª vuelta     | 3.ª vuelta     | 3.ª vuelta     | 4.ª vuelta | 4.ª vuelta |
| Partido             | Partido             | Candidato           | Votos          | %              | Votos          | %              | Votos          | %              | Votos      | %          |
| ------------------- | ------------------- | ------------------- | -------------- | -------------- | -------------- | -------------- | -------------- | -------------- | ---------- | ---------- |
|                     | Independiente       | Bajram Begaj        | Sin candidatos | Sin candidatos | Sin candidatos | Sin candidatos | Sin candidatos | Sin candidatos | 78         | 95.12      |
|                     | En contra           | En contra           | Sin candidatos | Sin candidatos | Sin candidatos | Sin candidatos | Sin candidatos | Sin candidatos | 4          | 4.88       |
|                     |                     |                     |                |                |                |                |                |                |            |            |
| Mayoría necesaria   | Mayoría necesaria   | Mayoría necesaria   | 84 votos       | 84 votos       | 84 votos       | 84 votos       | 84 votos       | 84 votos       | 71 votos   | 71 votos   |
|                     |                     |                     |                |                |                |                |                |                |            |            |
| Votos válidos       | Votos válidos       | Votos válidos       |                |                |                |                |                |                | 82         | 98.80      |
| Votos nulos/blancos | Votos nulos/blancos | Votos nulos/blancos | 1              | 1.20           |                |                |                |                |            |            |
| Total               | Total               | Total               | 83             | 100            |                |                |                |                |            |            |
| Abstenciones        | Abstenciones        | Abstenciones        | 57             | 40.71          |                |                |                |                |            |            |
| Participación       | Participación       | Participación       | 83             | 59.29          |                |                |                |                |            |            |
| Registrados         | Registrados         | Registrados         | 140            |                |                |                |                |                |            |            |